# Andrej Blatnik
Andrej Blatnik és un escriptor eslovè. Doctorat en estudis de la comunicació, és editor i professor d'escriptura creativa. Va iniciar la seva carrera artística com a baixista en un grup de punk i va fer d'escriptor freelance durant cinc anys.
Ha publicat les novel·les Tao ljubezni (1996, Proper a l'amor) i Plamenice in solze (1987, Torxes i llàgrimes); quatre llibres de relats breus, entre ells Cambios de piel (1990) i Zakon želje (2000, La llei del desig), i diversos assaigs. Les seves obres han rebut alguns dels premis més destacats a Eslovènia, com el Zlata Ptica, i s'han traduït a l'anglès, alemany, francès i castellà. El seu darrer treball és Neonski pecati (2005, Segells de neó), assaigs sobre la literatura en l'era digital.